# Rhodostrophia terrestraria
Rhodostrophia terrestraria är en fjärilsart som beskrevs av Lederer 1869. Rhodostrophia terrestraria ingår i släktet Rhodostrophia och familjen mätare. Inga underarter finns listade.